# 巾帼宰相上官婉儿
《巾帼宰相上官婉儿》是陕西师范大学历史系教授于赓哲根据2013年新出土的上官婉儿墓信息介绍唐代传奇女子上官婉儿一生的通俗性知识读本。本书以于赓哲在中央电视台《百家讲坛》栏目《发现上官婉儿》为基础整理润色而成。

## 相关
本书于2014年3月1日下午1：30—3：30在西安钟楼书店举行作者签售会。